# 71
Il 71 (LXXI in numeri romani) è un anno  del I secolo.

## Eventi

### Impero romano
- Consoli sono l'imperatore Vespasiano e Marco Cocceio Nerva (futuro imperatore dal 96 al 98).
- In Britannia viene costruita la fortezza di Eboracum (York), avente la funzione di base per le truppe romane impegnate nella difesa del nord della Britannia. Inizialmente la fortezza viene concepita soltanto come ricovero per la Legio IX Hispana, ma in breve tempo Eboracum si trasforma in una vera e propria città con case, uffici pubblici, terme e templi.
- In uno scontro vicino all'odierna Stanwick, il governatore della Britannia Quinto Petilio Ceriale sconfigge i Briganti e pone fine alla loro rivolta. Prima di assumere la nuova carica, Ceriale aveva sconfitto e sedato la rivolta dei Batavi.
- Dopo la vittoria sui rivoltosi ebrei, Tito viene salutato a Roma con un trionfo in suo onore sfilando insieme a suo padre Vespasiano e a suo fratello Domiziano. Nella parata sfilano anche i prigionieri ebrei e i tesori del Secondo Tempio di Gerusalemme (fra cui il sacro candelabro e il rotolo della Torah). Il capo degli Zeloti Simon Bar Giora viene frustato e strangolato pubblicamente nel Foro.
- Vespasiano nomina suo figlio Tito prefetto del pretorio (cioè comandante della Guardia pretoriana). Inoltre riceve il comando proconsolare ed anche la tribunicia potestas. Tutto indica che Vespasiano vuole come suo erede Tito.
- La Legio X Fretensis distrugge la fortezza di Herodion, sede di un palazzo-fortezza maestoso voluto da Erode il Grande.

### Asia
- Re dei Nabatei (popolazione carovaniera e mercantile che controlla l'importantissima regione di collegamento fra la Mesopotamia e il bacino del Mediterraneo) diventa Rabel II, che istituisce come seconda capitale del regno Bostra (dopo Petra).

### Religioni
- All'interno dell'impero romano comincia ad espandersi il mitraismo, un culto di matrice ellenistica che fa breccia soprattutto fra i soldati dell'esercito romano.

## Morti
- Marco Vettio Bolano, politico romano
- Simone bar Giora, condottiero ebreo antico

## Calendario
| Calendario 71 | Calendario 71 | Calendario 71 | Calendario 71 | Calendario 71 | Calendario 71 | Calendario 71 | Calendario 71 | Calendario 71 | Calendario 71 | Calendario 71 | Calendario 71 | Calendario 71 | Calendario 71 | Calendario 71 | Calendario 71 | Calendario 71 | Calendario 71 | Calendario 71 | Calendario 71 | Calendario 71 | Calendario 71 | Calendario 71 | Calendario 71 | Calendario 71 | Calendario 71 | Calendario 71 | Calendario 71 | Calendario 71 | Calendario 71 | Calendario 71 | Calendario 71 | Calendario 71 |
| ------------- | ------------- | ------------- | ------------- | ------------- | ------------- | ------------- | ------------- | ------------- | ------------- | ------------- | ------------- | ------------- | ------------- | ------------- | ------------- | ------------- | ------------- | ------------- | ------------- | ------------- | ------------- | ------------- | ------------- | ------------- | ------------- | ------------- | ------------- | ------------- | ------------- | ------------- | ------------- | ------------- |
|               | 1             | 2             | 3             | 4             | 5             | 6             | 7             | 8             | 9             | 10            | 11            | 12            | 13            | 14            | 15            | 16            | 17            | 18            | 19            | 20            | 21            | 22            | 23            | 24            | 25            | 26            | 27            | 28            | 29            | 30            | 31            |               |
| Gennaio       | Ma            | Me            | Gi            | Ve            | Sa            | Do            | Lu            | Ma            | Me            | Gi            | Ve            | Sa            | Do            | Lu            | Ma            | Me            | Gi            | Ve            | Sa            | Do            | Lu            | Ma            | Me            | Gi            | Ve            | Sa            | Do            | Lu            | Ma            | Me            | Gi            |               |
| Febbraio      | Ve            | Sa            | Do            | Lu            | Ma            | Me            | Gi            | Ve            | Sa            | Do            | Lu            | Ma            | Me            | Gi            | Ve            | Sa            | Do            | Lu            | Ma            | Me            | Gi            | Ve            | Sa            | Do            | Lu            | Ma            | Me            | Gi            |               |               |               |               |
| Marzo         | Ve            | Sa            | Do            | Lu            | Ma            | Me            | Gi            | Ve            | Sa            | Do            | Lu            | Ma            | Me            | Gi            | Ve            | Sa            | Do            | Lu            | Ma            | Me            | Gi            | Ve            | Sa            | Do            | Lu            | Ma            | Me            | Gi            | Ve            | Sa            | Do            |               |
| Aprile        | Lu            | Ma            | Me            | Gi            | Ve            | Sa            | Do            | Lu            | Ma            | Me            | Gi            | Ve            | Sa            | Do            | Lu            | Ma            | Me            | Gi            | Ve            | Sa            | Do            | Lu            | Ma            | Me            | Gi            | Ve            | Sa            | Do            | Lu            | Ma            |               |               |
| Maggio        | Me            | Gi            | Ve            | Sa            | Do            | Lu            | Ma            | Me            | Gi            | Ve            | Sa            | Do            | Lu            | Ma            | Me            | Gi            | Ve            | Sa            | Do            | Lu            | Ma            | Me            | Gi            | Ve            | Sa            | Do            | Lu            | Ma            | Me            | Gi            | Ve            |               |
| Giugno        | Sa            | Do            | Lu            | Ma            | Me            | Gi            | Ve            | Sa            | Do            | Lu            | Ma            | Me            | Gi            | Ve            | Sa            | Do            | Lu            | Ma            | Me            | Gi            | Ve            | Sa            | Do            | Lu            | Ma            | Me            | Gi            | Ve            | Sa            | Do            |               |               |
| Luglio        | Lu            | Ma            | Me            | Gi            | Ve            | Sa            | Do            | Lu            | Ma            | Me            | Gi            | Ve            | Sa            | Do            | Lu            | Ma            | Me            | Gi            | Ve            | Sa            | Do            | Lu            | Ma            | Me            | Gi            | Ve            | Sa            | Do            | Lu            | Ma            | Me            |               |
| Agosto        | Gi            | Ve            | Sa            | Do            | Lu            | Ma            | Me            | Gi            | Ve            | Sa            | Do            | Lu            | Ma            | Me            | Gi            | Ve            | Sa            | Do            | Lu            | Ma            | Me            | Gi            | Ve            | Sa            | Do            | Lu            | Ma            | Me            | Gi            | Ve            | Sa            |               |
| Settembre     | Do            | Lu            | Ma            | Me            | Gi            | Ve            | Sa            | Do            | Lu            | Ma            | Me            | Gi            | Ve            | Sa            | Do            | Lu            | Ma            | Me            | Gi            | Ve            | Sa            | Do            | Lu            | Ma            | Me            | Gi            | Ve            | Sa            | Do            | Lu            |               |               |
| Ottobre       | Ma            | Me            | Gi            | Ve            | Sa            | Do            | Lu            | Ma            | Me            | Gi            | Ve            | Sa            | Do            | Lu            | Ma            | Me            | Gi            | Ve            | Sa            | Do            | Lu            | Ma            | Me            | Gi            | Ve            | Sa            | Do            | Lu            | Ma            | Me            | Gi            |               |
| Novembre      | Ve            | Sa            | Do            | Lu            | Ma            | Me            | Gi            | Ve            | Sa            | Do            | Lu            | Ma            | Me            | Gi            | Ve            | Sa            | Do            | Lu            | Ma            | Me            | Gi            | Ve            | Sa            | Do            | Lu            | Ma            | Me            | Gi            | Ve            | Sa            |               |               |
| Dicembre      | Do            | Lu            | Ma            | Me            | Gi            | Ve            | Sa            | Do            | Lu            | Ma            | Me            | Gi            | Ve            | Sa            | Do            | Lu            | Ma            | Me            | Gi            | Ve            | Sa            | Do            | Lu            | Ma            | Me            | Gi            | Ve            | Sa            | Do            | Lu            | Ma            |               |